# Містер Стітч
«Містер Стітч» (англ. Mr. Stitch) — американський телевізійний фантастичний фільм 1995 року.

## Сюжет
Доктор Вейкман створює істоту зі шматків тіл жінок і чоловіків. Створіння починає вчиться, стає все більш розумним і вибирає собі ім'я Лазар. Незабаром Лазаря починають турбувати спогади з життя людей, з яких він зроблений. Доктор Елізабет Інгліш помічає, що деякі спогади Лазаря нагадують їй фрагменти життя колишнього коханого Фредеріка. Коли доктор Вейкман помічає, що Елізабет починає зближуватися з Лазарем, він відсторонює її від експериментів. Це викликає лють піддослідного і він виривається з ув'язнення на свободу.

## У ролях
| Актор              | Роль                       |
| ------------------ | -------------------------- |
| Рутгер Гауер       | доктор Рю Вейкман          |
| Віл Вітон          | Лазар                      |
| Стево Поли         | Стево                      |
| Роуленд Воффорд    | Роуленд                    |
| Річард Лудербак    | солдат                     |
| Кевін Вайт         | солдат                     |
| Люк Стратт-МакКлюр | садівник Торн              |
| Ал Сапієнца        | садівник Клей              |
| Валері Трапп       | садівник Сенді             |
| Ніа Піплз          | доктор Елізабет Інгліш     |
| Рон Перлман        | доктор Фредерік Тексаріан  |
| Тейлор Негрон      | доктор Аль Джейкобс        |
| Майкл Гарріс       | генерал Гардкастл          |
| Рон Джеремі        | лейтенант Періайнклі       |
| Слоун Клевін       | голос комп'ютерної безпеки |
| Філіп Воттон       | Френк                      |
| Каріо Салем        | поліцейський               |
| Сальватор Ксереб   | заступник Дог              |
| Том Савіні         | інженер                    |